# Hathor (Hvězdná brána)
Hathor je 14. epizoda 1. řady sci-fi seriálu Hvězdná brána.

## Děj
Ve Střední Americe objeví tým archeologů hrobku spolu se sarkofágem. Při jeho otevření se z něho vynoří goa'uldská královna Hathor a všechny archeology zabije. Na sarkofágu jsou nalezeny egyptské hieroglyfy. Protože Dr. Daniel Jackson byl jediný, člověk který tvrdil, že mezi jihoamerickými a egyptskými civilizacemi byl kontakt, je sarkofág poslán do areálu SGC.
Hathor se dostane do SGC, protože vycítí přítomnost hvězdné brány. Svým dechem omámí všechny mužské členy posádky, kteří ji začnou sloužit a chránit ji. S pomocí Daniela Jacksona získá DNA lidské rasy a začne rodit goa'uldí larvy. Jako první osobu, která se má stát Jaffou, vybrala Jacka O'Neilla. Mezitím Samantha Carterová spolu s Dr. Fraiserovou a Teal'cem shromáždí několik žen z personálu SGC. S pomocí sarkofágu vyléčí Jacka O'Neilla a potom pomocí uspávacích šipek zneškodní muže chránící Hathor.
Hathor utekla hvězdnou bránou na planetu Chulak a s jejím odchodem vyprchal i omamný účinek na muže.